# Effet dynamo

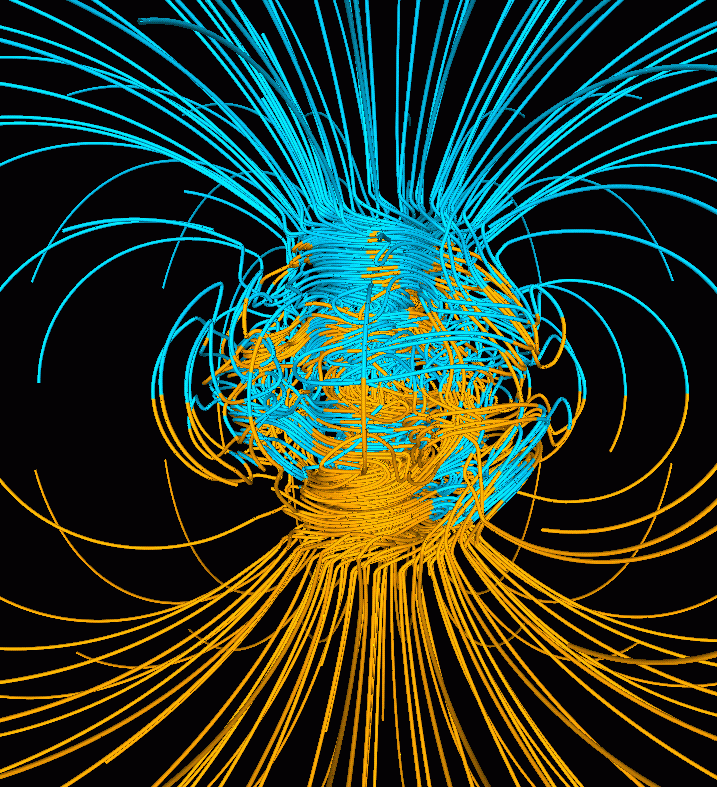
Simulation numérique de lignes du champ magnétique terrestre.

En physique, la théorie de l'effet dynamo traite des cas dans lesquels un milieu conducteur engendre un champ magnétique du fait de son mouvement. L'effet dynamo est particulièrement important en astrophysique pour expliquer la présence d'un champ magnétique autour d'un corps céleste ou d'une planète, où il est généré par le mouvement au sein d'une enveloppe fluide conductrice. La théorie physique sous-jacente est analogue à celle qui décrit l'effet dynamo en électrotechnique.
L'effet dynamo est notamment responsable des champs magnétiques entourant la Terre et le Soleil. Pour la Terre, il trouve son origine dans les mouvements agitant le noyau externe. Dans le cas du Soleil, ce sont les mouvements de la zone de convection qui sont responsables du champ magnétique entourant cet astre. À plus grande échelle, l'effet dynamo se produisant dans le plasma interstellaire est la cause des champs magnétiques existant à l'échelle des galaxies et des amas de galaxies. 

## Historique
Dans de Magnete (en) publié en 1600, William Gilbert conclut que la Terre possède un magnétisme permanent, comme celui de la magnétite. L'observation du dipôle magnétique terrestre, qui comprend une grande partie du champ magnétique de la Terre et qui, selon les observations de l'époque, semblait fixe avec une déviation d'environ 11 degrés par rapport à l'axe de rotation terrestre, entretenait cette idée.
En 1919, Joseph Larmor suggère qu'une dynamo puisse engendrer les champs magnétiques de la Terre et du Soleil,. Larmor ne convainc pas ses pairs[réf. souhaitée]. L'application des théories de Carl Friedrich Gauss aux observations magnétiques montre que le champ magnétique de la Terre est interne plutôt qu'externe[réf. souhaitée].
D'autres scientifiques proposent des explications alternatives. Einstein propose plusieurs hypothèses, l'une d'entre elles  étant l'existence d'une asymétrie entre les charges de l'électron et du proton qui, à l'échelle de la Terre entière, produirait son champ magnétique. Patrick Blackett, quant à lui, tente une série d'expérimentations pour trouver une relation fondamentale entre le moment angulaire et le moment magnétique, mais n'aboutit à rien,.
Walter M. Elsasser, considéré comme le « père » de la présente théorie sur l'effet dynamo terrestre, soutient que le magnétisme est engendré par les courants électriques induits dans le noyau liquide externe de la Terre[réf. souhaitée]. Il est l'un des premiers à effectuer l'étude de l'orientation magnétique des minéraux dans les roches, quantifiant ainsi la variation du champ magnétique terrestre en fonction du temps[réf. souhaitée].

## Description théorique de l'effet dynamo

### Principe de fonctionnement de l'effet dynamo
L'effet dynamo est le processus par lequel un mouvement d'un milieu conducteur génère ou entretient un champ magnétique,,. Cette théorie est utilisée pour expliquer la présence de champs magnétiques à long terme dans les corps astronomiques. Dans le cas terrestre, le fluide conducteur est le fer liquide situé dans le noyau externe. Dans le cas de la dynamo solaire, il s'agit du plasma présent dans la  zone de convection. La théorie de la dynamo de corps astrophysiques utilise les équations de la magnétohydrodynamique pour déterminer si le mouvement d'un mileu conducteur peut générer et maintenir un champ magnétique.
La génération et le maintien d'un champ magnétique par le mouvement d'un fluide conducteur est le produit des phénomènes suivants.
1. Le mouvement du milieu dans un champ magnétique préexistant crée un champ électrique.
2. Du fait de la loi d'Ohm, le champ électrique créé dans le milieu conducteur induit un courant.
3. Du fait de la loi d'Ampère, le courant induit un champ magnétique qui s'ajoute au précédent.
4. La présence simultanée de courant et de champ magnétique crée un force de Lorentz qui rétro-agit sur le mouvement.

### Équation d'induction
Les trois premiers phénomènes décrits ci-dessus peuvent être modélisés par l'équation d'induction,, reliant le champ magnétique {\displaystyle {\boldsymbol {B}}} (dépendant du temps {\displaystyle t} et de l'espace) au champ de vitesse {\displaystyle {\boldsymbol {u}}} du milieu conducteur,
{\displaystyle {\frac {\partial {\boldsymbol {B}}}{\partial t}}=\eta \nabla ^{2}{\boldsymbol {B}}+\nabla \times ({\boldsymbol {u}}\times {\boldsymbol {B}}),}
où {\displaystyle \eta } est la diffusivité magnétique du milieu.
Par la combinaison des phénomènes décrits ci-dessus, le mouvement agitant un milieu conducteur peut amplifier un champ magnétique préexistant très faible et le maintenir en dépit de la dissipation des courants par effet Joule. Dans le cas de la Terre, le champ magnétique est induit et maintenu par les mouvements de convection se produisant dans le noyau externe, composé d'un alliage liquide de fer et de nickel liquide . Ces mouvements ont eux-mêmes pour source le refroidissement progressif de la planète. En l'absence de mouvement pour maintenir l'effet dynamo, le champ magnétique créé par le noyau décroitrait en un temps de l'ordre de la dizaine de milliers d'années du fait de la dissipation des courants par effet Joule,. 

### Réchauffement par effet de marée
Les forces de marée entre les corps célestes en orbite provoquent une friction qui réchauffe l'intérieur de ces corps et contribue à réunir les facteurs de l'effet dynamo, à condition que cet intérieur soit conducteur. Par exemple, les forces de marées subies par les satellites Encelade de Saturne et Io de Jupiter sont suffisantes pour liquéfier l'intérieur de ces astres, même s'ils ne sont pas nécessairement suffisamment conducteurs,. Malgré sa petite taille, Mercure a un champ magnétique, car elle possède un noyau liquide conducteur tandis qu'un frottement suffisant résulte de son orbite très elliptique. Une théorie, appuyée par des roches lunaires aimantées, avance que la Lune avait autrefois un champ magnétique.

## Dynamo cinématique

Cylindres de convection en vue simplifiée.

Dans la théorie de la dynamo cinématique, plutôt que d'être une variable dynamique, le champ de vitesse est déterminé. Elle est établie en utilisant les équations de Maxwell conjuguées à la loi d'Ohm.
La caractéristique la plus intéressante de la théorie de la dynamo cinématique est qu'elle peut être utilisée pour tester si un champ de vitesse est ou n'est pas capable de créer un effet dynamo.

## Dynamo non linéaire
L'approximation cinématique devient invalide lorsque le champ magnétique devient assez fort pour influer sur les mouvements fluides. Dans ce cas, le champ de vitesse est affecté par la force de Lorentz et l'équation d'induction n'est plus linéaire. Dans cette situation, des modèles numériques sont utilisés pour simuler des dynamos entièrement non linéaires.